# هاليفاكس (فيرمونت)
هاليفاكس (بالإنجليزية: Halifax, Vermont)‏ هي بلدة تقع بولاية فيرمونت في الولايات المتحدة. تبلغ مساحتها 103.1 (كم²)، وترتفع عن سطح البحر 526 م، بلغ عدد سكانها 782 نسمة في عام 2000 حسب إحصاء مكتب تعداد الولايات المتحدة وتصل الكثافة السكانية فيها 7.6 نسمة/كم2.

## أعلام
- أغسطس ويد دوايت
- إليشا أوتيس

## وصلات خارجية
- The US50 - Cities and Towns in Vermont State
- Vermont Cities and Towns, Facts, Map, Flag, Colleges, Government, and More